# Hacıosmanlar, Akhisar
Hacıosmanlar là một xã thuộc huyện Akhisar, tỉnh Manisa, Thổ Nhĩ Kỳ. Dân số thời điểm năm 2011 là 443 người.